# Johan Bülow
Johan Bülow (ur. 29 lipca 1751, zm. 22 stycznia 1828) duński polityk. Był szambelanem i marszałkiem dworu królewskiego w Danii.
W 1771 poznał starszą od siebie pisarkę Dorotheę Biehl i rozpoczął z nią wymianę korespondencji. Korespondencja ta została opublikowana w 1783.

## Odznaczenia
- Order Słonia (1817)
- Order Danebroga (1784)
- Order Gwiazdy Polarnej (1787)